# At or with me
«At or with me» es una canción del músico Jack Johnson. La canción fue lanzada como el segundo sencillo del quinto álbum de estudio titulado To the Sea.

## Lista de canciones
CD sencillo
1. «At or With Me» - 3:58

## Posicionamiento en listas
| Listas (2010)             | Mejor posición |
| ------------------------- | -------------- |
| U.S. Billboard Rock Songs | 36             |